# 磁光效應
磁光效應是電磁波在被施加準靜態磁場物體中傳播的種種現象。在這些旋磁材料中，左旋和右旋橢圓偏振光可以以不同速率在介質中傳播，導致一些很重要的效應。當光線經過一層磁光物質後，會導致法拉第效應：光線的偏振面可以被旋轉，成為法拉第旋光器。當光線被磁光物質反射後，會產生磁光克爾效應（不要與非線性克爾效應混淆）。
一般而言，磁光效應會造成局域性的時間反轉對稱破缺（也就是當只有考慮光線的傳播而非磁場源的時候）以及勞倫茲互換性的破缺，這些現象是製作光學隔離器等設備的必要條件（光線在其中只往特定方向前進）。
二個偏振方向相反的旋光性物質，對應於無損介質的複共軛ε張量，被稱作光學異構體。